# براين والتون
الأسقف براين والتون (بالإنجليزية: Brian Walton)‏ (1600 - 1661 م) هو قسيس ومستشرق إنكليزي.
تخرج من كمبريدج. سيم أسقفا على تشستر سنة 1660 م. أهم آثاره نشر التوراة بعدة لغات (لندن، 1655 - 1657 م).